# Mohamed Timoumi
Mohamed Timoumi (Rabat, 15 gennaio 1960) è un ex calciatore marocchino, di ruolo attaccante.

## Carriera
Vinse la CAF Champions League nel 1985, anno in cui fu anche nominato calciatore africano dell'anno e partecipò ai Mondiali di calcio 1986 con il Marocco.

## Palmarès

### Club

#### Competizioni nazionali
- Coppa del Marocco: 3

FAR Rabat: 1984, 1985, 1986

#### Competizioni internazionali
- CAF Champions League: 1

FAR Rabat: 1985

### Individuale
- Calciatore africano dell'anno: 1

1985